# Chiuso (singolo)
Chiuso è un singolo del cantautore italiano Lele, pubblicato l'8 aprile 2022.

## Tracce
Testi di Gabriele De Bellis, musiche di Raffaele Giannattasio.
1. Chiuso – 2:17